# Паскаль Деспейру
Паскаль Деспейру (фр. Pascal Despeyroux, нар. 17 листопада 1965, Тулуза) — французький футболіст, що грав на позиції півзахисника. По завершенні ігрової кар'єри — тренер. Виступав, зокрема, за клуби «Тулуза» та «Сент-Етьєн», а також національну збірну Франції.

## Клубна кар'єра
Паскаль Деспейру народився 1965 року в Тулузі, та є вихованцем юнацької команди місцевого футбольного клубу «Тулуза».
У професійному футболі дебютував 1985 року виступами за команду «Тулуза», в якій грав до 1992 року, та став гравцем основного складу, зігравши 221 матч у складі команди в чемпіонаті країни.
У 1992 році Деспейру перейшов до складу клубу «Сент-Етьєн», в якому грав до 1996 року, та також був гравцем основного складу. Завершив ігрову кар'єру Деспейру в команді «Кане-Руссійон», за яку виступав протягом 1996—1997 років.

## Виступи за збірні
У 1988 році Паскаль Деспейру грав у складі молодіжної збірної Франції на молодіжному чемпіонаті Європи 1988 року, на якому в складі французької молодіжки став чемпіоном Європи. У 1988 році Деспейру також зіграв 3 матчі у складі національної збірної Франції, після чого до складу збірної не залучався.

## Кар'єра тренера
Розпочав тренерську кар'єру невдовзі по завершенні кар'єри гравця, 1998 року, очоливши тренерський штаб аматорського клубу СК «Тулуза». Наразі останнім місцем тренерської роботи був клуб «Ош-Гасконьє», головним тренером команди якого Паскаль Деспейру був з 2000 по 2008 рік.
| Дата      | Місто     | Господарі | Результат | Гості          | Турнір                 | Голи | Примітки |
| --------- | --------- | --------- | --------- | -------------- | ---------------------- | ---- | -------- |
| 27-1-1988 | Рамат-Ган | Ізраїль   | 1 – 1     | Франція        | товариський матч       | -    |          |
| 2-2-1988  | Тулуза    | Франція   | 2 – 1     | Швейцарія      | Tournoi de France 1988 | -    |          |
| 24-8-1988 | Париж     | Франція   | 1 – 1     | Чехословаччина | товариський матч       | -    |          |
| Усього    |           | Матчів    | 3         |                | Голів                  | 0    |          |